# Coelachne hackelii
Coelachne hackelii är en gräsart som beskrevs av Elmer Drew Merrill. Coelachne hackelii ingår i släktet Coelachne, och familjen gräs.
Artens utbredningsområde är Filippinerna. Inga underarter finns listade i Catalogue of Life.